# ایستگاه مونت پلزنت
ایستگاه مونت پلزنت (انگلیسی: Mount Pleasant station) یک ایستگاه زیرزمینی برنامه‌ریزی شده برای خط میلنیوم سیستم ترانزیت سریع مترو ونکوور اسکای‌ترین (ونکوور) است که در گوشه جنوب غربی تقاطع شرق برادوی و خیابان اصلی (ونکوور) در محله مونت پلزنت ونکوور، بریتیش کلمبیا، کانادا واقع خواهد شد. قرار است در سال ۲۰۲۵ افتتاح شود.